# Ульф Сунделін
Ульф Сунделін (швед. Ulf Sundelin, 26 травня 1943) — шведський яхтсмен.
Олімпійський чемпіон 1968 року в класі 5,5 метра. Учасник Олімпійських ігор 1972 року.
Чемпіон світу в класі Дракон 1971 року.
Чемпіон світу в класі 5,5 метра 1986 року, срібний призер 1969 року.
Брат Петера, Єрґена та Стефана Сунделінів.